# Geografia Siriei
Siria este o țară din sud-vestul Asiei, din zona cunoscută adesea ca Asia Mică, având ca graniță naturală la vest Marea Mediterană și având ca vecini Turcia la nord, Irak la est, Iordania la vest și la sud, Israel la sud și Liban la sud și la vest. 
De-a lungul întregii sale istorii, importanța politică și economică a Siriei s-a datorat poziției sale geografice deosebite, aflate la intersectarea a trei continente și mai multe culturi. Astăzi puțin s-a schimbat din punct de vedere strategic, Siria continuă să fie un punct de atracție printre multe țări ale Orientului Mijlociu, fiind de asemenea un punct nodal în politica țărilor arabe și în Conflictul arabo-israelian. 
La fel ca majoritatea statelor din Orientul Apropiat, Siria este o țară aridă, cu relief predominant deșertic, în care pustiurile ocupă peste o treime din teritoriu. 

În Siria se deosebesc două regiuni geografice principale: cea vestică și cea estică. Regiunea vestică cuprinde platoul îngust și lanțul muntos de pe coastă, care izolează interiorul țării de masele de aer umed dinspre Marea Mediterană. Partea estică este ocupată de o stepă vastă. Aceasta este traversată de Eufrat, care dă naștere pe malurile sale unor adevărate oaze.

## Suprafață și granițe

### Suprafață
- total --- 185.180 km²
- uscat --- 184,050 km²
- apă --- 1.130 km²

### Granițe pe uscat
- total --- 2.253 km
- țări vecine (în ordine alfabetică) --- Irak 605 km, Iordania 375 km, Israel 76 km, Liban 375 km, Turcia 822 km

### Coastă marină
- 193 km

### Pretenții maritime
- zonă aflată sub control sirian --- 41 mile nautice
- ape teritoriale --- 35 mile nautice

### Înălțimi extreme
- cel mai jos punct --- o locație lângă Lacul Kineret (aflat pe teritoriu israelian disputat de Siria) la - 200 m
- punctul cel mai înalt

Muntele Hermon (aflat pe teritoriu israelian disputat de Siria) -- 2.814 m

### Resurse și utilizarea pământului

#### Resurse naturale
- țiței, fosfați, zăcăminte de fier, crom și mangan, bumbac, asfalt, sare, marmură, gips, hidroenergie

#### Utilizarea pământului
- pământ arabil --- 28 %
- recolte permanente --- 4 %
- pășuni permanente --- 43 %
- păduri și desișuri --- 3 %
- altele --- 22 %

(conform unei estimări din 1993) 

#### Suprafețe irigate
- 9.060 km² (estimare 1993)